# Микфалау (Ковасна)
Микфалау (рум. Micfalău) насеље је у Румунији у округу Ковасна у општини Микфалау. Oпштина се налази на надморској висини од 618 m.

## Становништво
Према подацима из 2002. године у насељу је живело 1864 становника.

### Попис2002.
| Расподела становништва по националности 2002.‍ | Расподела становништва по националности 2002.‍ | Расподела становништва по националности 2002.‍ | Расподела становништва по националности 2002.‍ | Расподела становништва по националности 2002.‍ |
| --------------------------------------------- | --------------------------------------------- | --------------------------------------------- | --------------------------------------------- | --------------------------------------------- |
|                                               |                                               |                                               |                                               |                                               |
| Румуни                                        | Румуни                                        |                                               | 43                                            | 2,3%                                          |
| Мађари                                        | Мађари                                        |                                               | 1.815                                         | 97,4%                                         |
| Роми                                          | Роми                                          |                                               | 6                                             | 0,3%                                          |